# Лоренціно Медічі
Лоренціно Медічі (італ. Lorenzo (Lorenzino) di Pierfrancesco de' Medici, 23 березня 1514 — 26 лютого 1548) — італійський політик та письменник.

## Життєпис
Походив з родини Медічі. Син П'єрфранческо Молодого Медічі. За свій непоказний вигляд отримав прізвисько Лоренціно. У 1520 році втратив батька, після чого виховувався матір'ю Марією Содеріні. Отримав навчання разом з родичами Козімо (майбутнім великим герцогом) та Алессандро (майбутнім герцогом).
У 1526 році під час повстання народу проти влади Медічі разом з родиною втік до Венеції. Після цього подорожував Тревізо, Падуєю, Віченцею, у 1529 році прибуває до Болоньї. Поступово починає цікавитися політикою. У 1530 році переїздить до Рима, де здобув погану славу за нівечення античних статуй, за це отримав прізвисько Лорензачо.
Того ж року повертається до Флоренції, де настає близьким другом нового герцога Алессандро Медічі. Втім Козімо Медічі підюжував Лоренціно проти герцога, стикаючи їх головами. Тому вночі проти 6 січня 1537 року Лоренціно Медічі організував змову проти Алессандро, якого було вбито. Лоренціно Медічі розраховував обійняти провідну посаду у Флоренції, проте Козімо Медічі (заручившись підтримкою імператора Карла V) сприятно обійшов його й домігся власного обрання герцогом Флорентійським.
Незабаром після цієї змови Лоренціно вимушений був тікати до Болоньї, а потім до Венеції. Тут долучився до республіканців на чолі із Філіппо Строцці. Брав участь у битві при Монтемурло, де Козімо I здобув перемогу. Після цього Лоренціно втік спочатку до Стамбула, а потім знайшов прихисток при дворі Катерини Медічі. У Франції Лоренціно перебував до 1541 року. З 1542 до 1544 року Лоренціно Медічі декілька разів повертається до Тоскани і Венеції, а потім знову до Франції, намагаючись організувати змову проти Коізмо I Медічі. Зрештою найманці останнього вбили Лоренціно у Венеції 26 лютого 1548 року.

## Творчість
Найбільш відомим твором є «Апологія», де розвиваються політичні думки Нікколо Мак'явеллі, розкриваються інтриги та події тогочасної Італії. Цей твір вважається одним з шедеврів італійського красномовства.

## Родина
Коханка — Олена Бароцці.
Діти:
- Лоренціна (1547—1590)